# Malásia nos Jogos Olímpicos de Verão de 1992
A Malásia competiu nos Jogos Olímpicos de Verão de 1992, em Barcelona, Espanha.  O país ganhou sua primeira medalha olímpica nesses Jogos.

## Medalhistas

### Bronze
- Razif Sidek e Jalani Sidek — Badminton, Duplas masculinas

- Hii King Hung — TaeKwonDo, Bantam Feminino

## Resultados por Evento

### Atletismo
110m com barreiras
- Nurherman Majid
  - Eliminatórias — 14.34 (→ não avançou)

### Hóquei sobre a grama

#### Competição Masculina
- Fase Preliminar (Grupo B)
  - Malásia – Paquistão 1-4
  - Malásia – Equipe Unificada 3-7
  - Malásia – Espanha 2-5
  - Malásia – Nova Zelândia 3-2
  - Malásia – Holanda 0-6
- Partidas de Classificação
  - 9º-12º lugar: Malásia – Argentina 6-4
  - 9º-10º lugar: Malásia – Equipe Unificada 4-3 (→ 9º lugar)
- Team Roster
  - Ahmad Fadzil Zainal (goleiro)
  - Paul Lopez (goleiro)
  - Tai Beng Hai
  - S Suppiah
  - Lim Chiow Chuan
  - Sarjit Singh 
  - Gary Vernon Fidelis
  - Brian Jayhan Siva
  - Shankar Ramu
  - Nor Saiful Zaini
  - Dharmaraj Kanniah
  - Mohamad Abdul Hadi
  - Mirnawan Nawawi
  - Lailin Abu Hassan
  - Soon Mustafa Karim
  - Aanantha Sambu

Técnico: Terry Walsh